# Gare d'Iddergem
La gare d'Iddergem est une gare ferroviaire belge de la ligne 90, de Denderleeuw à Jurbise, située à Iddergem section de la ville de Denderleeuw, dans la province de Flandre-Orientale en région flamande.
C'est une halte voyageurs de la Société nationale des chemins de fer belges (SNCB) desservie par des trains Suburbains (S6) et d’Heure de pointe (P).

## Situation ferroviaire
Établie à 12 m d’altitude, la gare d'Iddergem est située au point kilométrique (PK) 1,700 de la ligne 90, de Denderleeuw à Jurbise, entre les gares de Denderleeuw et d’Okegem.

## Histoire
La gare d'Iddergem est ouverte le 1er mai 1904 par les Chemins de fer de l'État belge. Il s’agit d’un simple point d’arrêt, géré depuis la gare d'Okegem.
Durant la Première Guerre mondiale, la gare ferme de mai 1915 à février 1919, et ferme à nouveau de mai 1919 à octobre 1920.

## Service des voyageurs

### Accueil
Halte SNCB, c'est un point d'arrêt non géré (PANG) à accès libre.
La traversée des voies et le passage d'un quai à l'autre s'effectuent par le passage à niveau routier.

### Desserte
Iddergem est desservie par des trains Suburbains (S6) et d’Heure de pointe (P) de la SNCB, qui effectuent des missions sur la ligne commerciale 90 : Mons - Denderleeuw (voir brochures SNCB,).
En semaine, la desserte repose sur des trains S6 circulant entre Denderleeuw et Schaerbeek (via Denderleeuw, Grammont et Hal), renforcés par :
- des trains P entre Grammont et Gand-Saint-Pierre via Denderleeuw (trois le matin, deux dans l’autre sens l’après-midi) ;
- des trains P ou S6 supplémentaires entre Grammont et Denderleeuw (cinq le matin, quatre dans l’autre sens l’après-midi) ;
- un train S6 supplémentaire entre Denderleeuw et Grammont (le matin, retour l’après-midi) ;
- un train P entre Grammont et Denderleeuw (vers midi).

Les week-ends et jours fériés, la desserte est limitée aux seuls trains S6 circulant entre Denderleeuw et Schaerbeek (via Grammont et Hal).

### Intermodalité
Un parc à vélos et un parking pour les véhicules y sont aménagés

## Comptage voyageurs
Ce graphique et tableau montre le nombre de voyageurs embarquant en moyenne durant la semaine, le samedi et le dimanche.
| Nombre de passagers qui embarquent à la gare de Iddergem | Nombre de passagers qui embarquent à la gare de Iddergem | Nombre de passagers qui embarquent à la gare de Iddergem | Nombre de passagers qui embarquent à la gare de Iddergem |
|                                                          | Semaine                                                  | Samedi                                                   | Dimanche                                                 |
| -------------------------------------------------------- | -------------------------------------------------------- | -------------------------------------------------------- | -------------------------------------------------------- |
| 1977                                                     | 276                                                      | 63                                                       | 53                                                       |
| 1978                                                     | 282                                                      | 45                                                       | 26                                                       |
| 1979                                                     | 262                                                      | 33                                                       | 42                                                       |
| 1980                                                     | 234                                                      | 24                                                       | 16                                                       |
| 1981                                                     | 226                                                      | 34                                                       | 47                                                       |
| 1982                                                     | 206                                                      | 33                                                       | 18                                                       |
| 1983                                                     | 224                                                      | 36                                                       | 20                                                       |
| 1984                                                     | 228                                                      | 36                                                       | 33                                                       |
| 1985                                                     | 184                                                      | 45                                                       | 29                                                       |
| 1986                                                     | 151                                                      | 41                                                       | 46                                                       |
| 1987                                                     | 165                                                      | 55                                                       | 43                                                       |
| 1988                                                     | 148                                                      | 44                                                       | 43                                                       |
| 1989                                                     | 155                                                      | 31                                                       | 28                                                       |
| 1990                                                     | 138                                                      | 34                                                       | 34                                                       |
| 1991                                                     | 188                                                      | 36                                                       | 36                                                       |
| 1992                                                     | 150                                                      | 39                                                       | 40                                                       |
| 1993                                                     | 147                                                      | 29                                                       | 20                                                       |
| 1994                                                     | 150                                                      | 31                                                       | 26                                                       |
| 1995                                                     | 90                                                       | 29                                                       | 18                                                       |
| 1996                                                     | 158                                                      | 30                                                       | 26                                                       |
| 1997                                                     | 108                                                      | 14                                                       | 13                                                       |
| 1998                                                     | 155                                                      | 40                                                       | 36                                                       |
| 1999                                                     | 93                                                       | 48                                                       | 19                                                       |
| 2000                                                     | 128                                                      | 37                                                       | 20                                                       |
| 2001                                                     | 101                                                      | 35                                                       | 13                                                       |
| 2002                                                     | 146                                                      | 38                                                       | 16                                                       |
| 2003                                                     | 110                                                      | 40                                                       | 29                                                       |
| 2004                                                     | 154                                                      | 32                                                       | 22                                                       |
| 2005                                                     | 148                                                      | 34                                                       | 34                                                       |
| 2006                                                     | 140                                                      | 32                                                       | 19                                                       |
| 2007                                                     | 121                                                      | 24                                                       | 19                                                       |
| 2008                                                     | -                                                        | -                                                        | -                                                        |
| 2009                                                     | 129                                                      | 55                                                       | 42                                                       |
| 2010                                                     | -                                                        | -                                                        | -                                                        |
| 2011                                                     | -                                                        | -                                                        | -                                                        |
| 2012                                                     | 157                                                      | 34                                                       | 32                                                       |
| 2013                                                     | 140                                                      | 45                                                       | 25                                                       |
| 2014                                                     | 153                                                      | 10                                                       | 10                                                       |
| 2015                                                     | 151                                                      | 39                                                       | 18                                                       |
| 2016                                                     | 176                                                      | 37                                                       | 15                                                       |
| 2017                                                     | 180                                                      | 34                                                       | 31                                                       |
| 2018                                                     | 163                                                      | 46                                                       | 37                                                       |
| 2019                                                     | 177                                                      | 44                                                       | 45                                                       |
| 2020                                                     | 131                                                      | 40                                                       | 36                                                       |
| 2021                                                     | -                                                        | -                                                        | -                                                        |
| 2022                                                     | 299                                                      | 109                                                      | 93                                                       |
| 2023                                                     | 298                                                      | 63                                                       | 67                                                       |
| 2024                                                     | 329                                                      | 89                                                       | 67                                                       |

## Galerie de photos

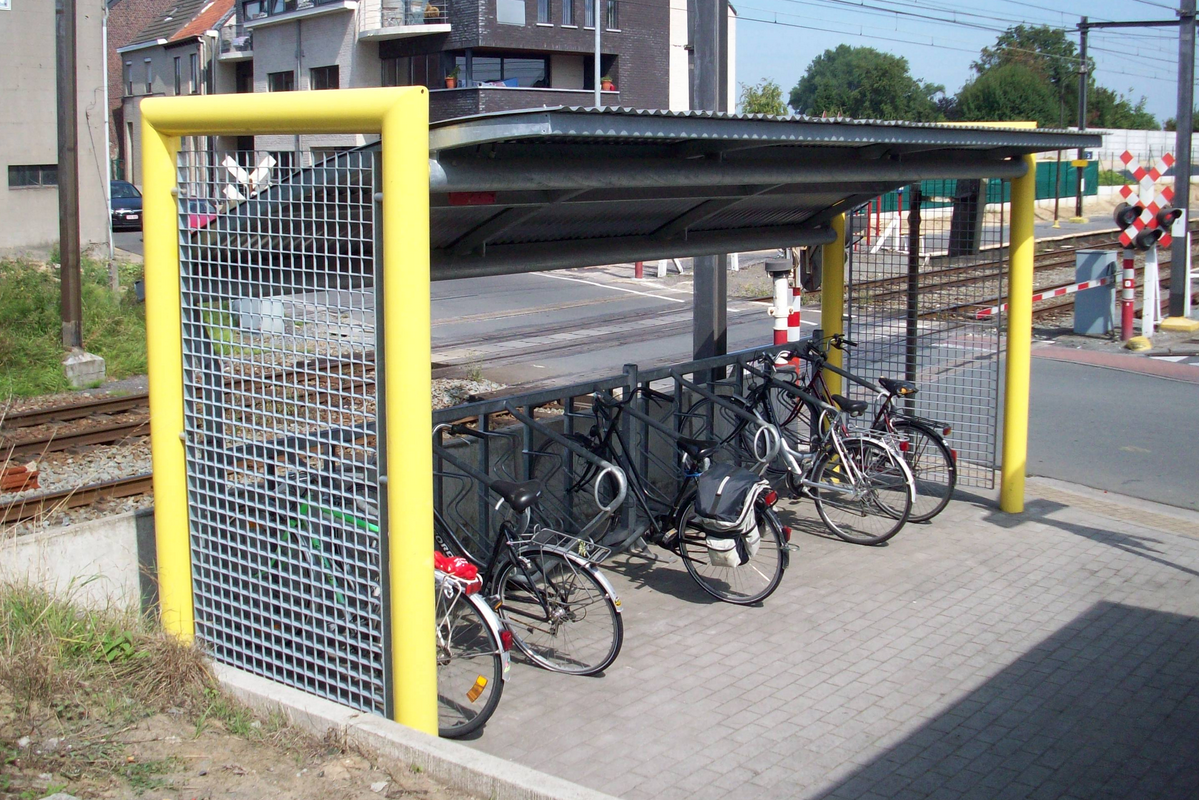
Parc à vélos et passage à niveau
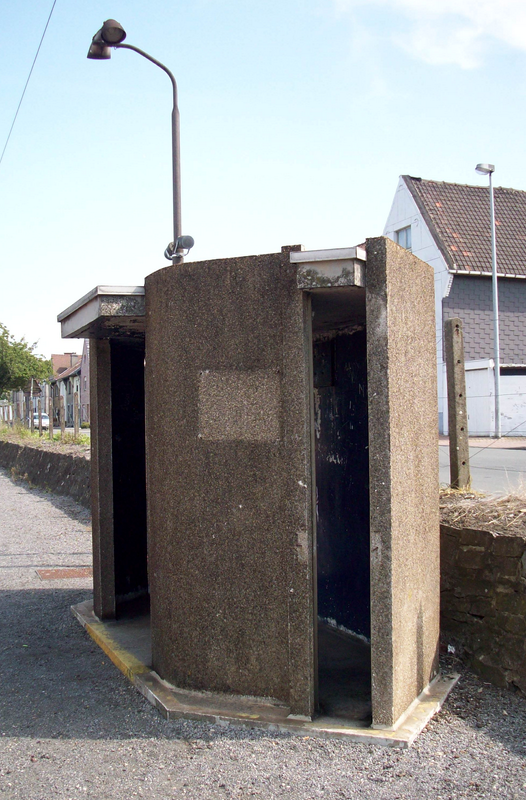
Abri de quai
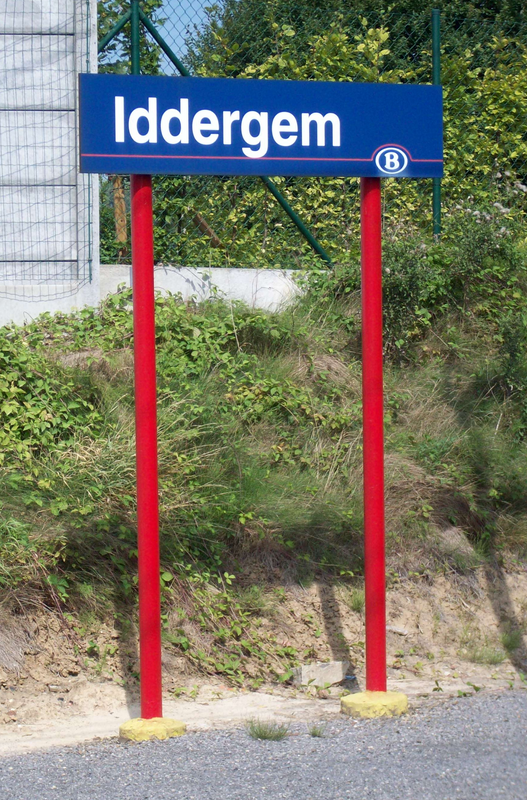
Panneau de quai